# Villac
Villac est une commune française située dans le département de la Dordogne, en région Nouvelle-Aquitaine.

## Géographie

### Généralités
Dans l'extrême est du département de la Dordogne, la commune de Villac s'étend sur 20,61 km2. Elle est arrosée du nord au sud par l'Elle, un affluent de la Vézère.
Traversé par la route départementale (RD) 64, le bourg de Villac est situé, en distances orthodromiques, sept kilomètres au nord-ouest de Terrasson-Lavilledieu. Ses habitations ont été édifiées en grès rouge.
Le territoire communal est également desservi par les RD 62 et 64E1. Au sud, l'autoroute A89 traverse le sud de la commune sur environ un kilomètre, franchissant à grande hauteur l'Elle et son affluent le Ribeyrol par deux viaducs.

### Communes limitrophes
Villac est limitrophe de huit autres communes dont trois dans le département de la Corrèze. Au sud, Terrasson-Lavilledieu est limitrophe par un quadripoint. À l'est, le territoire de Villac est distant de moins de 450 mètres de celui de Perpezac-le-Blanc, en Corrèze. Au sud, Le Lardin-Saint-Lazare est éloigné de 450 mètres.
| Badefols-d'Ans | Louignac (Corrèze)      |                                         |
| Châtres        | Villac                  | Brignac-la-Plaine (Corrèze)             |
| Peyrignac      | Beauregard-de-Terrasson | Cublac (Corrèze), Terrasson-Lavilledieu |

### Géologie et relief

#### Géologie
Situé sur la plaque nord du Bassin aquitain et bordé à son extrémité nord-est par une frange du Massif central, le département de la Dordogne présente une grande diversité géologique. Les terrains sont disposés en profondeur en strates régulières, témoins d'une sédimentation sur cette ancienne plate-forme marine. Le département peut ainsi être découpé sur le plan géologique en quatre gradins différenciés selon leur âge géologique. Villac est dans le gradin extrême nord-est que constitue le dernier contrefort du Massif central, avec des roches cristallines formées au Paléozoïque, antérieurement au Carbonifère.
Les couches affleurantes sur le territoire communal sont constituées de formations superficielles du Quaternaire, de roches sédimentaires  datant pour certaines du Cénozoïque, et pour d'autres du Mésozoïque et du Paléozoïque. La formation la plus ancienne, notée δψ, fait partie de l'Unité supérieure des gneiss (USG) et est composée d'éclogites et amphibolites dérivées, en petits corps ou bancs minces (Cambrien à Silurien). La formation la plus récente, notée Fy3-z, fait partie des formations superficielles de type alluvions subactuelles à actuelles. Le descriptif de ces couches est détaillé dans  les feuilles « no 760 - Juillac » et « no 784 - Terrasson » de la carte géologique au 1/50 000 de la France métropolitaine, et leurs notices associées,.

Carte géologique de Villac.

#### Relief et paysages
Le département de la Dordogne se présente comme un vaste plateau incliné du nord-est (491 m, à la forêt de Vieillecour dans le Nontronnais, à Saint-Pierre-de-Frugie) au sud-ouest (2 m à Lamothe-Montravel). L'altitude du territoire communal varie quant à elle entre 126 mètres à l'extrême sud, près du lieu-dit Muratel, là où l'Elle quitte la commune et entre sur celle de Beauregard-de-Terrasson, et 330 mètres à l'est, près du lieu-dit Brolaud, en limite de la commune corrézienne de Brignac-la-Plaine.
Dans le cadre de la Convention européenne du paysage entrée en vigueur en France le 1er juillet 2006, renforcée par la loi du 8 août 2016 pour la reconquête de la biodiversité, de la nature et des paysages, un atlas des paysages de la Dordogne a été élaboré sous maîtrise d’ouvrage de l’État et publié en octobre 2020. Les paysages du département s'organisent en huit unités paysagères,. La commune est dans l'unité paysagère des « Marges du bassin de Brive », qui correspond à la marge occidentale du bassin de Brive. Elle se caractérise par une succession d’amples vallées, déblayées dans les grès roses et les argiles rouges. Les altitudes s’échelonnent entre 350 et 150 m,.
La superficie cadastrale de la commune publiée par l'Insee, qui sert de référence dans toutes les statistiques, est de 20,61 km2,,. La superficie géographique, issue de la BD Topo, composante du Référentiel à grande échelle produit par l'IGN, est quant à elle de 21,18 km2.

### Hydrographie

#### Réseau hydrographique
La commune est située dans le bassin de la Dordogne au sein du bassin Adour-Garonne. Elle est drainée par l'Elle, la Nuelle, le ruisseau des Lions, le Ribeyrol, l'Ancharel, le ruisseau Vieux et par divers petits cours d'eau, qui constituent un réseau hydrographique de 26 km de longueur totale,.
L'Elle, d'une longueur totale de 19,4 km, prend sa source en Corrèze dans la commune d'Ayen et se jette dans la Vézère en rive droite à Terrasson-Lavilledieu. Elle traverse la commune du nord-est au sud sur cinq kilomètres et demi.
Son affluent de rive droite le ruisseau des Lions (ou ruisseau de Cussac dans sa partie aval) arrose le territoire communal sur près de six kilomètres et demi dont près de trois kilomètres et demi servent de limite naturelle au nord-ouest face à Badefols-d'Ans et Châtres.
Autre affluent de rive droite de l'Elle, l'Ancharel arrose le nord de la commune sur plus d'un kilomètre et demi.
Affluent de rive gauche de l'Elle, le Ribeyrol arrose le sud-est de la commune sur un kilomètre en quatre tronçons. Son affluent de rive droite le ruisseau Vieux baigne le sud-est de la commune sur près de trois kilomètres.
La Nuelle, affluent de rive gauche du Cern, prend sa source dans le sud-ouest du territoire communal qu'elle baigne sur près de deux kilomètres, dont un kilomètre et demi en limite de Peyrignac et Beauregard-de-Terrasson.

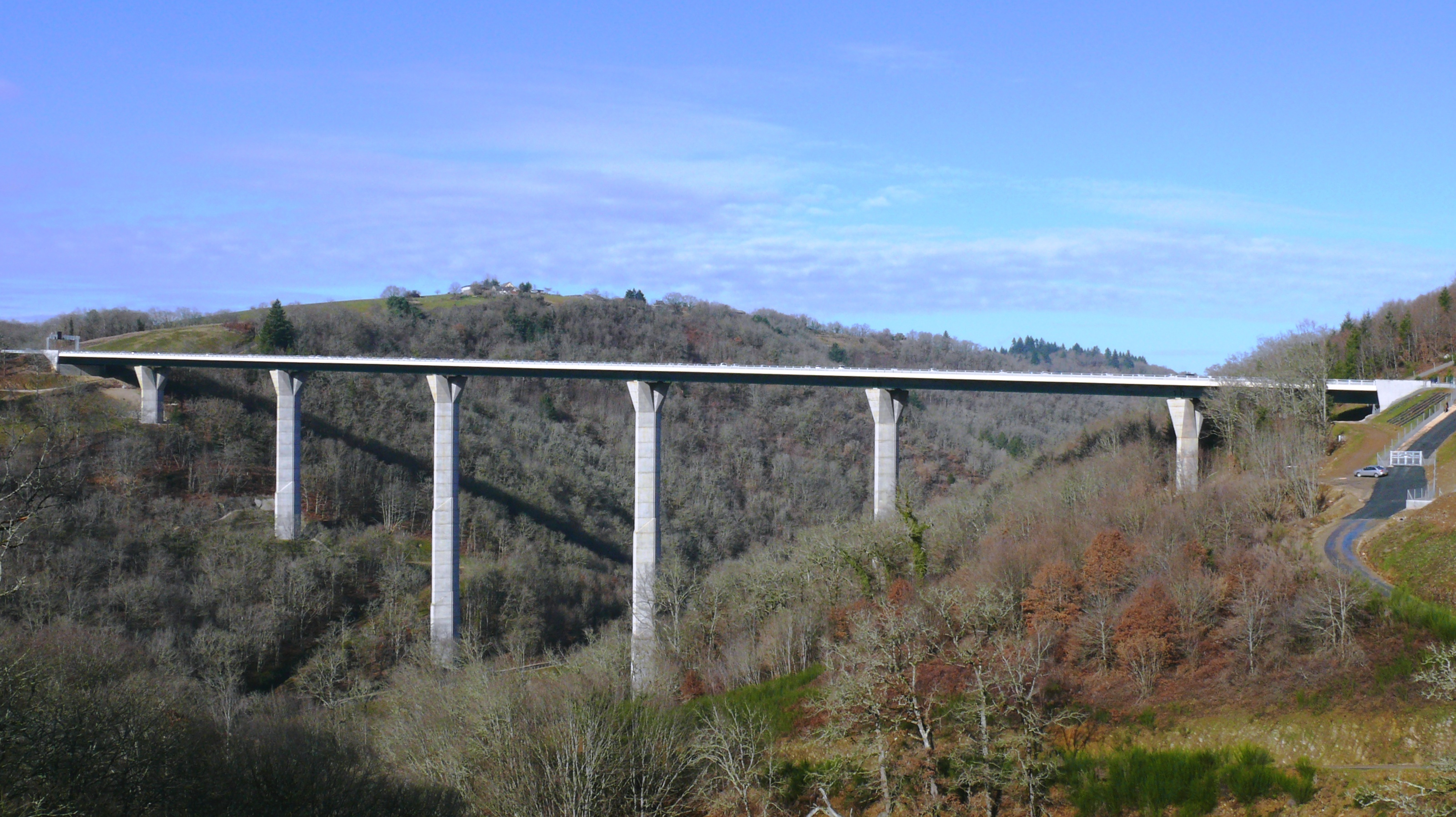
Le viaduc de l'Elle.
Réseaux hydrographique et routier de Villac.

#### Gestion et qualité des eaux
Le territoire communal est couvert par le schéma d'aménagement et de gestion des eaux (SAGE) « Vézère-Corrèze ». Ce document de planification, dont le territoire regroupe les bassins versants de la Vézère et de la Corrèze, d'une superficie de 3 730 km2 est en cours d'élaboration. La structure porteuse de l'élaboration et de la mise en œuvre est le conseil départemental de la Corrèze. Il définit sur son territoire les objectifs généraux d’utilisation, de mise en valeur et de protection quantitative et qualitative des ressources en eau superficielle et souterraine, en respect des objectifs de qualité définis dans le troisième SDAGE  du Bassin Adour-Garonne qui couvre la période 2022-2027, approuvé le 10 mars 2022.
La qualité des eaux de baignade et des cours d’eau peut être consultée sur un site dédié géré par les agences de l’eau et l’Agence française pour la biodiversité.

### Climat
Pour des articles plus généraux, voir Climat de la Nouvelle-Aquitaine et Climat de la Dordogne.
Historiquement, la commune est exposée à un climat océanique aquitain.  
En 2020, Météo-France publie une typologie des climats de la France métropolitaine dans laquelle la commune est exposée à un climat océanique altéré et est dans la région climatique  Ouest et nord-ouest du Massif Central, caractérisée par une pluviométrie annuelle de 900 à 1 500 mm, maximale en automne et en hiver.
Pour la période 1971-2000, la température annuelle moyenne est de 12,2 °C, avec  une amplitude thermique annuelle de 15,5 °C. Le cumul annuel moyen de précipitations est de 950 mm, avec 13,1 jours de précipitations en janvier et 7,4 jours en juillet. Pour la période 1991-2020, la température moyenne annuelle observée sur la station météorologique la plus proche, située sur la commune de Thenon à 15 km à vol d'oiseau, est de 12,9 °C et le cumul annuel moyen de précipitations est de 907,1 mm,. Pour l'avenir, les paramètres climatiques de la commune estimés pour 2050 selon différents scénarios d’émission de gaz à effet de serre sont consultables sur un site dédié publié par Météo-France en novembre 2022.

## Urbanisme

### Typologie
Au 1er janvier 2024, Villac est catégorisée commune rurale à habitat très dispersé, selon la nouvelle grille communale de densité à 7 niveaux définie par l'Insee en 2022.
Elle est située hors unité urbaine et hors attraction des villes,.

### Occupation des sols
L'occupation des sols de la commune, telle qu'elle ressort de la base de données européenne d’occupation biophysique des sols Corine Land Cover (CLC), est marquée par l'importance des forêts et milieux semi-naturels (57,6 % en 2018), en diminution par rapport à 1990 (58,5 %). La répartition détaillée en 2018 est la suivante : 
forêts (57,6 %), prairies (29,5 %), zones agricoles hétérogènes (12,9 %). L'évolution de l’occupation des sols de la commune et de ses infrastructures peut être observée sur les différentes représentations cartographiques du territoire : la carte de Cassini (XVIIIe siècle), la carte d'état-major (1820-1866) et les cartes ou photos aériennes de l'IGN pour la période actuelle (1950 à aujourd'hui).

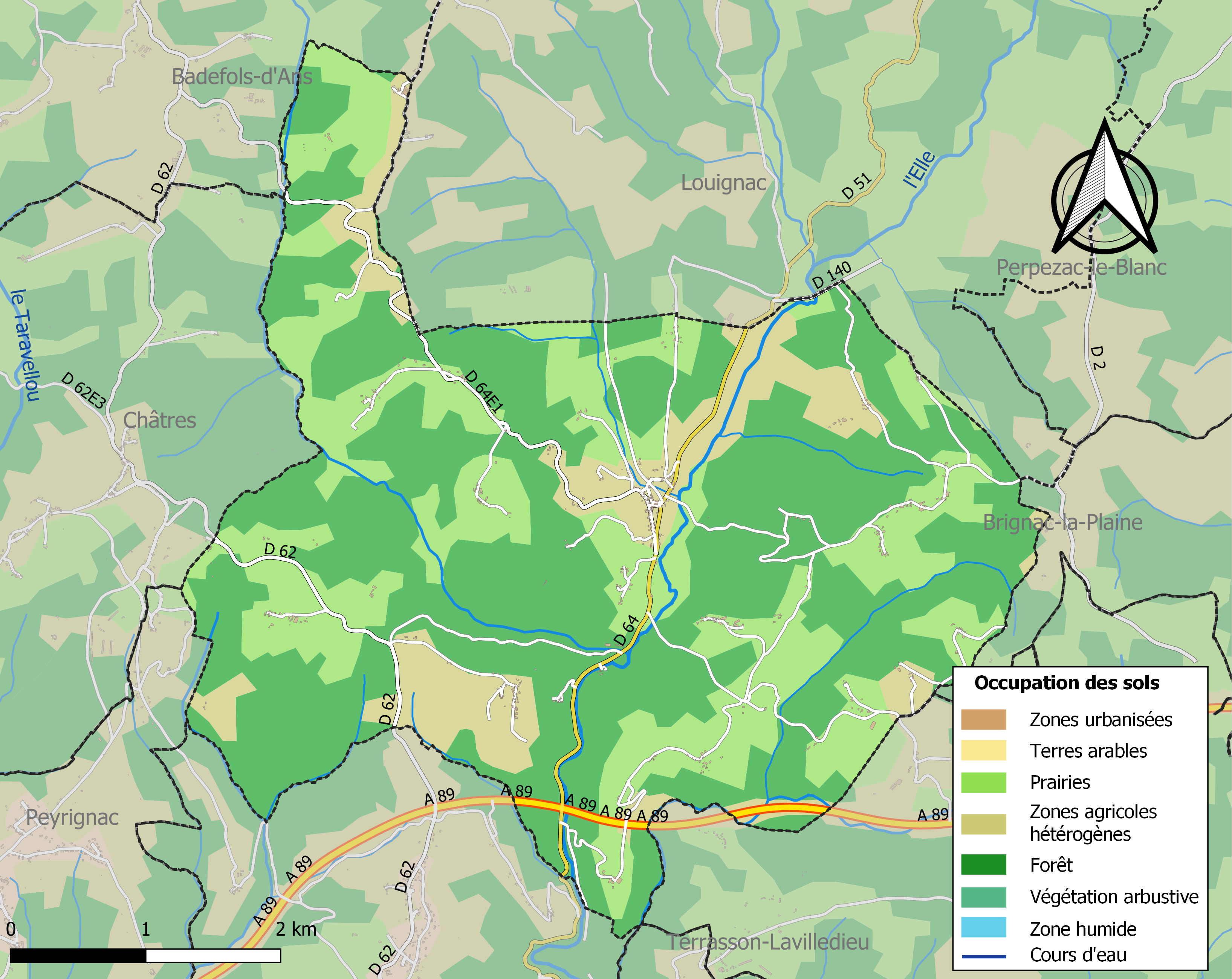
Carte des infrastructures et de l'occupation des sols de la commune en 2018 (CLC).

### Prévention des risques
Le territoire de la commune de Villac est vulnérable à différents aléas naturels : météorologiques (tempête, orage, neige, grand froid, canicule ou sécheresse), feux de forêts, mouvements de terrains et séisme (sismicité très faible). Il est également exposé à un risque technologique, le transport de matières dangereuses, et à un risque particulier : le risque de radon. Un site publié par le BRGM permet d'évaluer simplement et rapidement les risques d'un bien localisé soit par son adresse soit par le numéro de sa parcelle.

#### Risques naturels
Villac est exposée au risque de feu de forêt. L’arrêté préfectoral du 14 mars 2013 fixe les conditions de pratique des incinérations et de brûlage dans un objectif de réduire le risque de départs d’incendie. À ce titre, des périodes sont déterminées : interdiction totale du 15 février au 15 mai et du 15 juin au 15 octobre, utilisation réglementée du 16 mai au 14 juin et du 16 octobre au 14 février. En septembre 2020, un plan inter-départemental de protection des forêts contre les incendies (PidPFCI) a été adopté pour la période 2019-2029,.

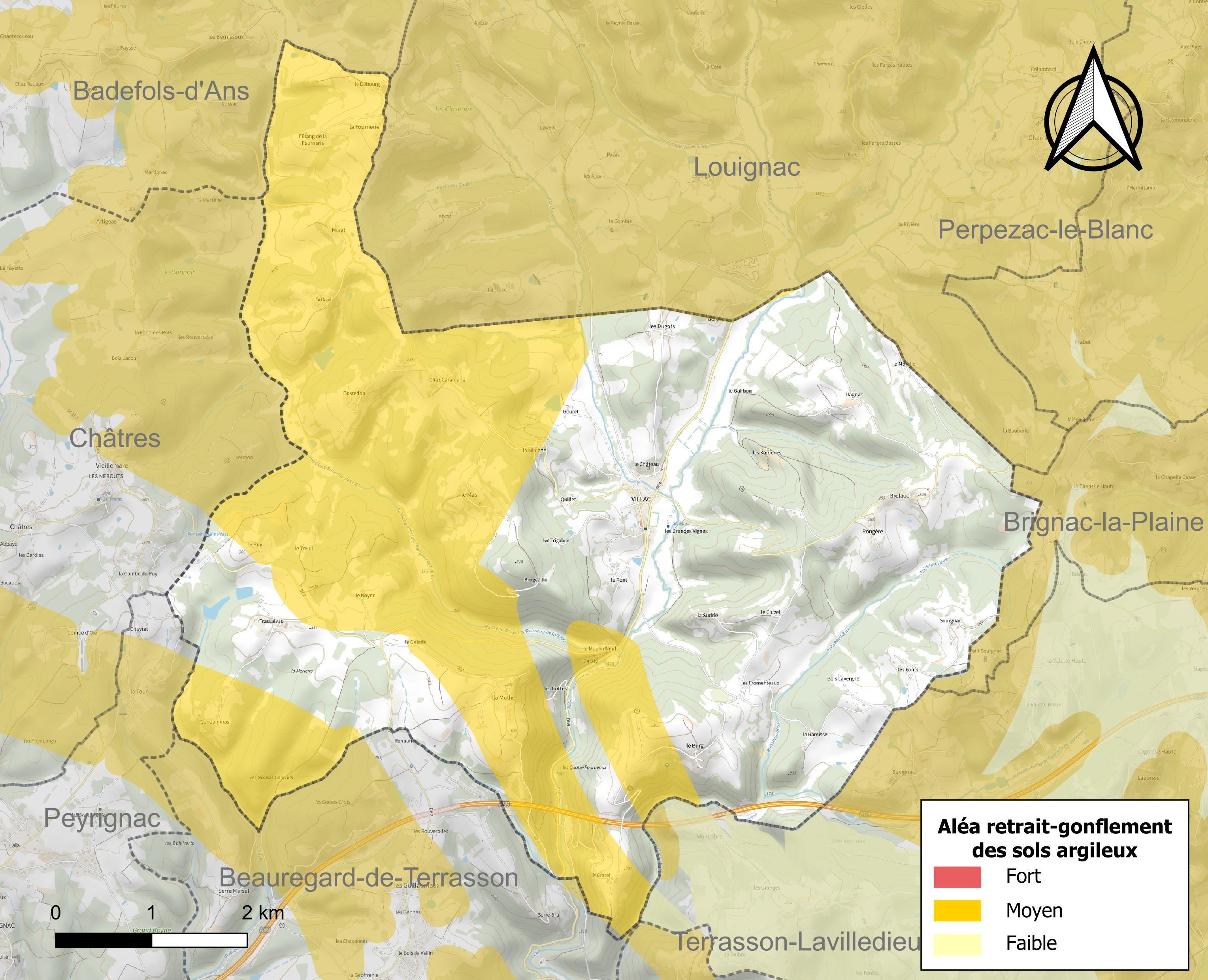
Carte des zones d'aléa retrait-gonflement des sols argileux de Villac.

Les mouvements de terrains susceptibles de se produire sur la commune sont des tassements différentiels. Le retrait-gonflement des sols argileux est susceptible d'engendrer des dommages importants aux bâtiments en cas d’alternance de périodes de sécheresse et de pluie. 42,6 % de la superficie communale est en aléa moyen ou fort (58,6 % au niveau départemental et 48,5 % au niveau national métropolitain). Depuis le 1er octobre 2020, en application de la loi ÉLAN, différentes contraintes s'imposent aux vendeurs, maîtres d'ouvrages ou constructeurs de biens situés dans une zone classée en aléa moyen ou fort,.
La commune a été reconnue en état de catastrophe naturelle au titre des dommages causés par les inondations et coulées de boue survenues en 1982, 1983, 1999 et 2003, par la sécheresse en 1989, 1992, 2011 et 2018 et par des mouvements de terrain en 1999.

#### Risque particulier
Dans plusieurs parties du territoire national, le radon, accumulé dans certains logements ou autres locaux, peut constituer une source significative d’exposition de la population aux rayonnements ionisants. Selon la classification de 2018, la commune de Villac est classée en zone 3, à savoir zone à potentiel radon significatif.

## Toponymie
En occitan, la commune porte le nom de Vilhac.

## Histoire
Ancienne paroisse dépendant du diocèse de Périgueux, Villac est l'une des très nombreuses communes créées dans les premières années de la Révolution française.
Le 30 mars 1944, une quarantaine d'Allemands de la division Brehmer se dirigent vers le hameau de Dagnac Haut où s'était installé un groupe de maquisards. Interrogées par les Allemands, quatre personnes sur place n'ont rien révélé ; le hameau a été pillé et incendié ainsi que la château du XVIIIe siècle. En soirée, les quatre otages ont été fusillés mais l'un d'entre eux, gravement blessé, a fait le mort et a survécu. Le même jour, toujours à Villac, un résistant corrézien est mort en combattant.

## Politique et administration

### Rattachements administratifs
La commune de Villac a, dès 1790, été rattachée au canton de la Bachellerie qui dépendait du district de Montignac jusqu'en 1795, date de suppression des districts. Lorsque ce canton est supprimé par la loi du 8 pluviôse an IX (28 janvier 1801)  portant sur la « réduction du nombre de justices de paix », la commune est rattachée au canton de Terrasson (devenu canton de Terrasson-la-Villedieu en 1963, puis renommé en canton de Terrasson-Lavilledieu en 1997) dépendant de l'arrondissement de Sarlat (devenu l'arrondissement de Sarlat-la-Canéda en 1965).

### Intercommunalité
Fin 2003, Villac intègre la communauté de communes du Terrassonnais. Celle-ci est dissoute au 31 décembre 2013 et remplacée au 1er janvier 2014 par la communauté de communes du Terrassonnais en Périgord noir Thenon Hautefort, renommée communauté de communes Terrassonnais Haut Périgord Noir en octobre 2021.

### Administration municipale
La population de la commune étant comprise entre 100 et 499 habitants au recensement de 2017, onze conseillers municipaux ont été élus en 2020,.

### Liste des maires
| Période                                  | Période   | Identité         | Étiquette | Qualité |
| ---------------------------------------- | --------- | ---------------- | --------- | ------- |
| Les données manquantes sont à compléter. |           |                  |           |         |
|                                          |           |                  |           |         |
| 1971                                     | mars 2008 | Aris Salviat     | PRG       | Avocat  |
| mars 2008 (réélu en mai 2020)            | En cours  | Laurent Pellerin | PS        | Ouvrier |

## Équipements et services publics

### Justice
En 2023, dans le domaine judiciaire, Villac relève : 
- du tribunal judiciaire, du tribunal pour enfants, du conseil de prud'hommes et du tribunal de commerce de Périgueux ;
- du pôle Nationalité du tribunal judiciaire de Périgueux (compétent uniquement dans le domaine de la nationalité) ;
- de la cour d'appel, du tribunal administratif et de la  cour administrative d'appel de Bordeaux.

## Population et société

### Démographie
L'évolution du nombre d'habitants est connue à travers les recensements de la population effectués dans la commune depuis 1793. Pour les communes de moins de 10 000 habitants, une enquête de recensement portant sur toute la population est réalisée tous les cinq ans, les populations de référence des années intermédiaires étant quant à elles estimées par interpolation ou extrapolation. Pour la commune, le premier recensement exhaustif entrant dans le cadre du nouveau dispositif a été réalisé en 2007.

En 2022, la commune comptait 285 habitants, en évolution de +8,78 % par rapport à 2016 (Dordogne : +0,37 %, France hors Mayotte : +2,11 %).
| 1793  | 1800  | 1806 | 1821  | 1831  | 1836  | 1841  | 1846  | 1851  |
| ----- | ----- | ---- | ----- | ----- | ----- | ----- | ----- | ----- |
| 1 001 | 1 027 | 925  | 1 036 | 1 170 | 1 207 | 1 211 | 1 259 | 1 286 |

| 1856  | 1861  | 1866  | 1872  | 1876  | 1881  | 1886  | 1891  | 1896  |
| ----- | ----- | ----- | ----- | ----- | ----- | ----- | ----- | ----- |
| 1 210 | 1 206 | 1 221 | 1 124 | 1 161 | 1 140 | 1 134 | 1 020 | 1 110 |

| 1901 | 1906 | 1911 | 1921 | 1926 | 1931 | 1936 | 1946 | 1954 |
| ---- | ---- | ---- | ---- | ---- | ---- | ---- | ---- | ---- |
| 948  | 867  | 807  | 697  | 701  | 680  | 659  | 518  | 504  |

| 1962 | 1968 | 1975 | 1982 | 1990 | 1999 | 2006 | 2007 | 2012 |
| ---- | ---- | ---- | ---- | ---- | ---- | ---- | ---- | ---- |
| 420  | 371  | 275  | 276  | 252  | 225  | 231  | 232  | 255  |

| 2017 | 2022 | - | - | - | - | - | - | - |
| ---- | ---- | - | - | - | - | - | - | - |
| 266  | 285  | - | - | - | - | - | - | - |

### Manifestations culturelles et festivités
- Sur un week-end de juillet, fête votive[52].

## Économie

### Emploi
En 2015, parmi la population communale comprise entre 15 et 64 ans, les actifs représentent 112 personnes, soit 43,4 % de la population municipale. Le nombre de chômeurs (quatorze) a augmenté par rapport à 2010 (dix) et le taux de chômage de cette population active s'établit à 12,2 %.

### Établissements
Au 31 décembre 2015, la commune compte vingt-deux établissements, dont huit dans l'agriculture, la sylviculture ou la pêche, six au niveau des commerces, transports ou services, trois dans l'industrie, trois dans la construction, et deux relatifs au secteur administratif, à l'enseignement, à la santé ou à l'action sociale.

## Culture locale et patrimoine

### Lieux et monuments
- Abri préhistorique de la Sudrie, orné de gravures dont celle d'une biche[56], inscrite en 2005 au titre des monuments historiques[57].
- Église Saint-Vaast, bâtie en grès rouge, inscrite en 2015 au titre des monuments historiques[58].
- Maison Salviat, inscrite en 1979 au titre des monuments historiques pour ses façades et toitures[59].
- Domaine le Noyer, inscrit en 2016 au titre des monuments historiques[60].
- Manoir de Lapeyre.
- Manoir (ou château) du Pont.
- Manoir de La Mothe.
- Porche : à l'entrée du bourg[61], il commémore le drame du 30 mars 1944, lorsqu'un détachement de la division Brehmer a incendié le hameau de Dagnac-Haut avec son château, et fusillé quatre hommes : le notaire René Mazaudois, Louis Delord, Pierre Vidalie, et André Pommarel qui a survécu malgré la balle qui a traversé son poumon[62].
- Viaduc de l'Elle et viaduc du Ribeyrol.

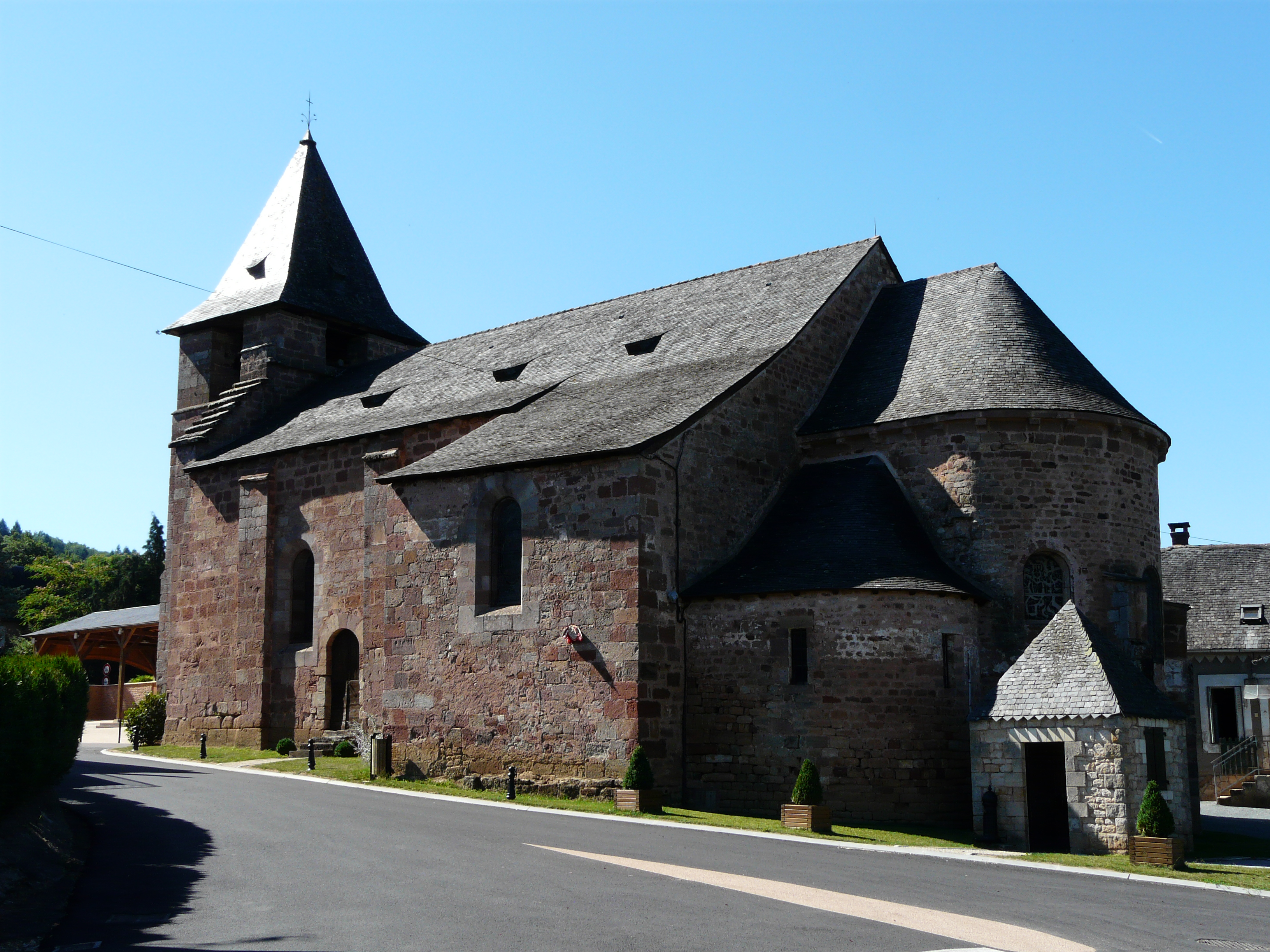
L'église Saint-Vaast.
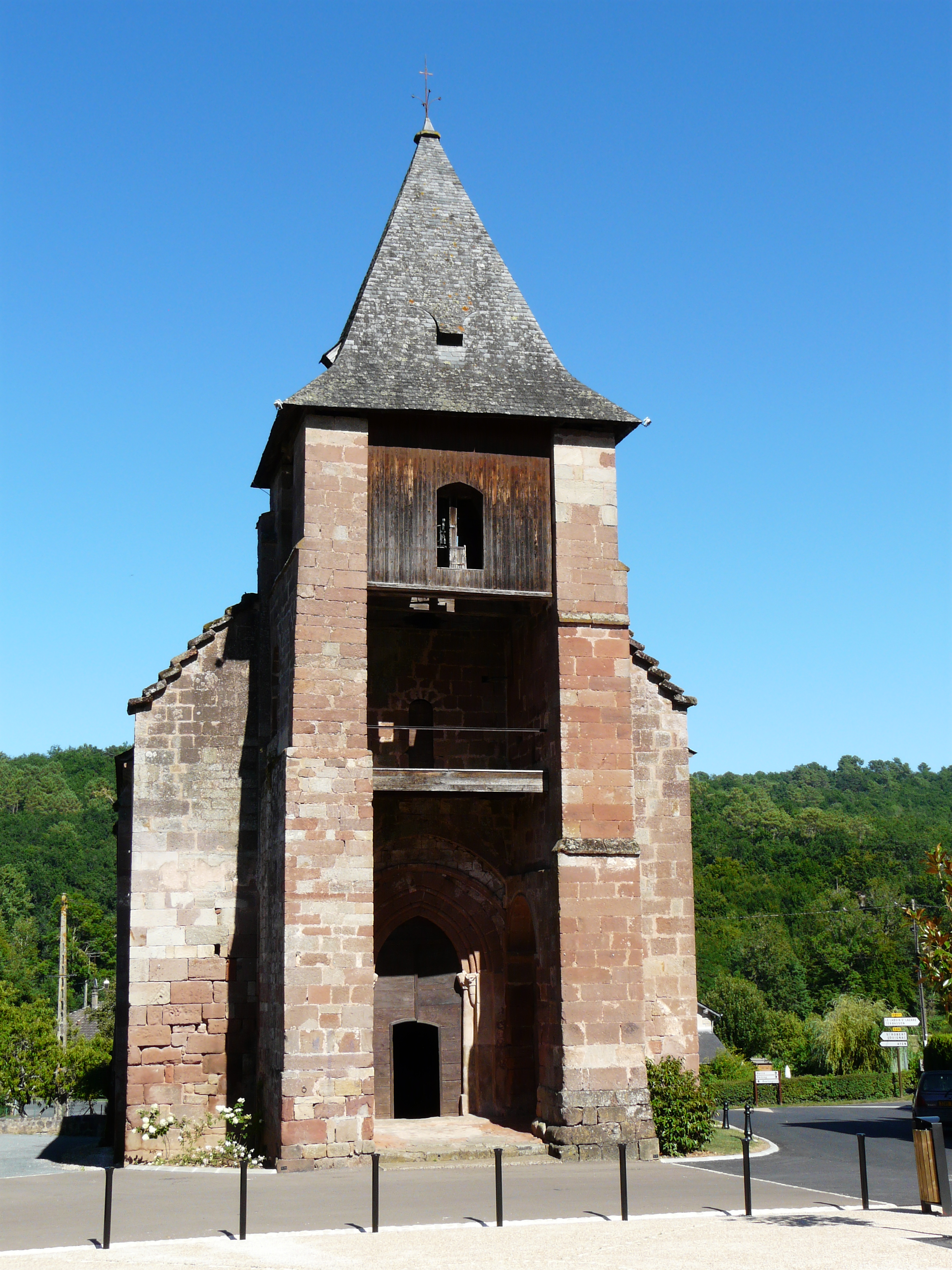
Son clocher-porche.
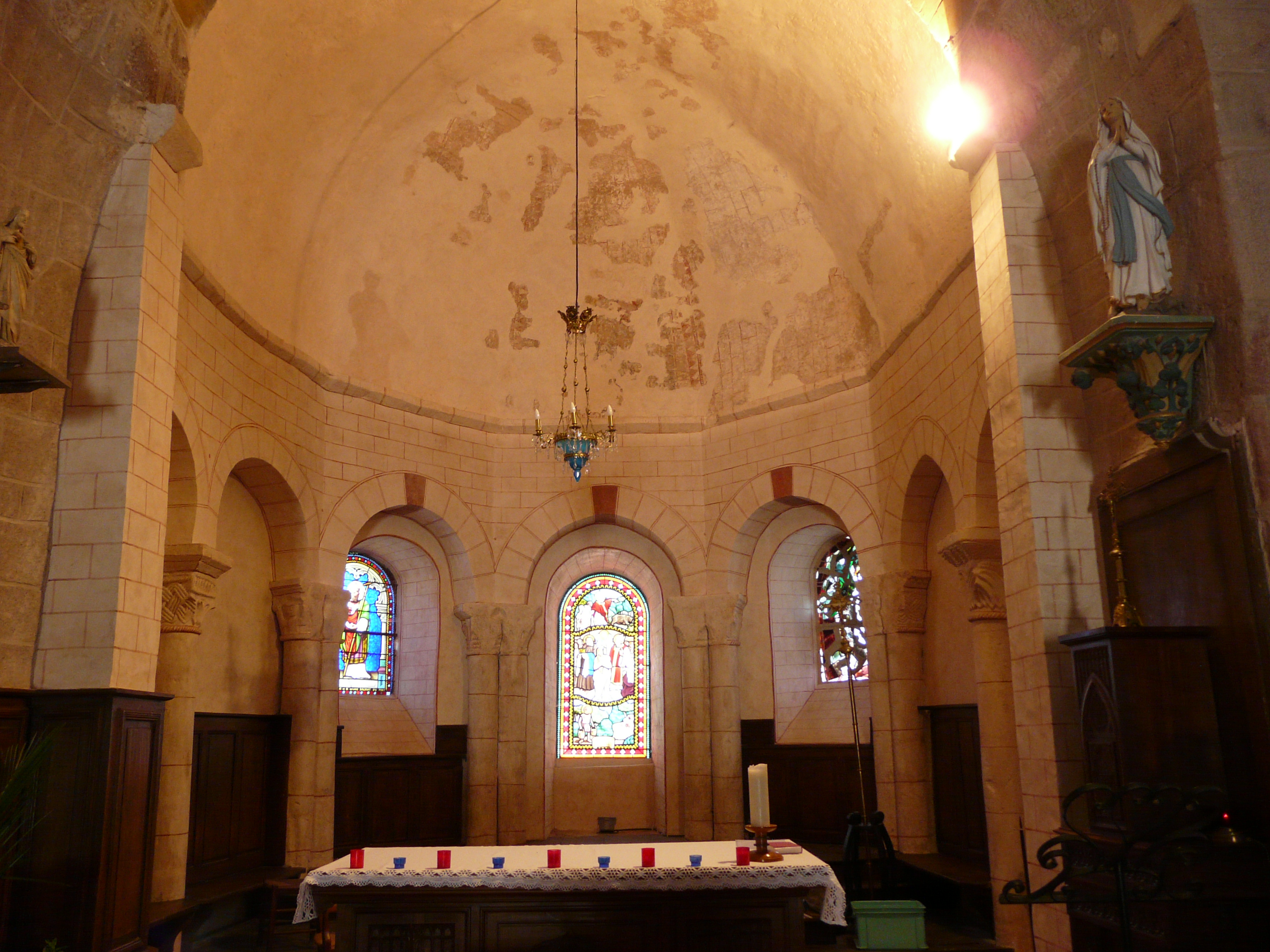
Son chœur.
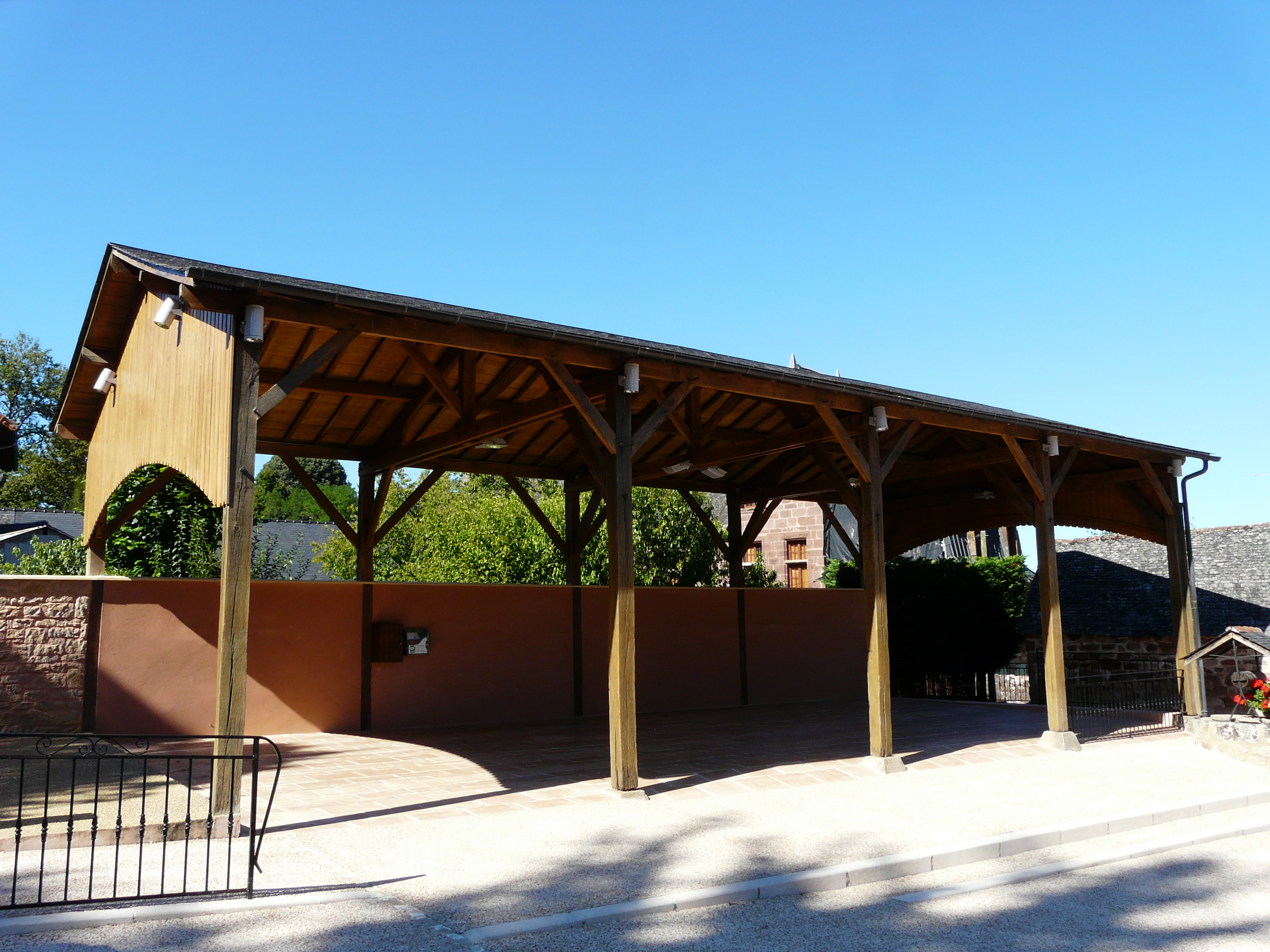
La halle de Villac.
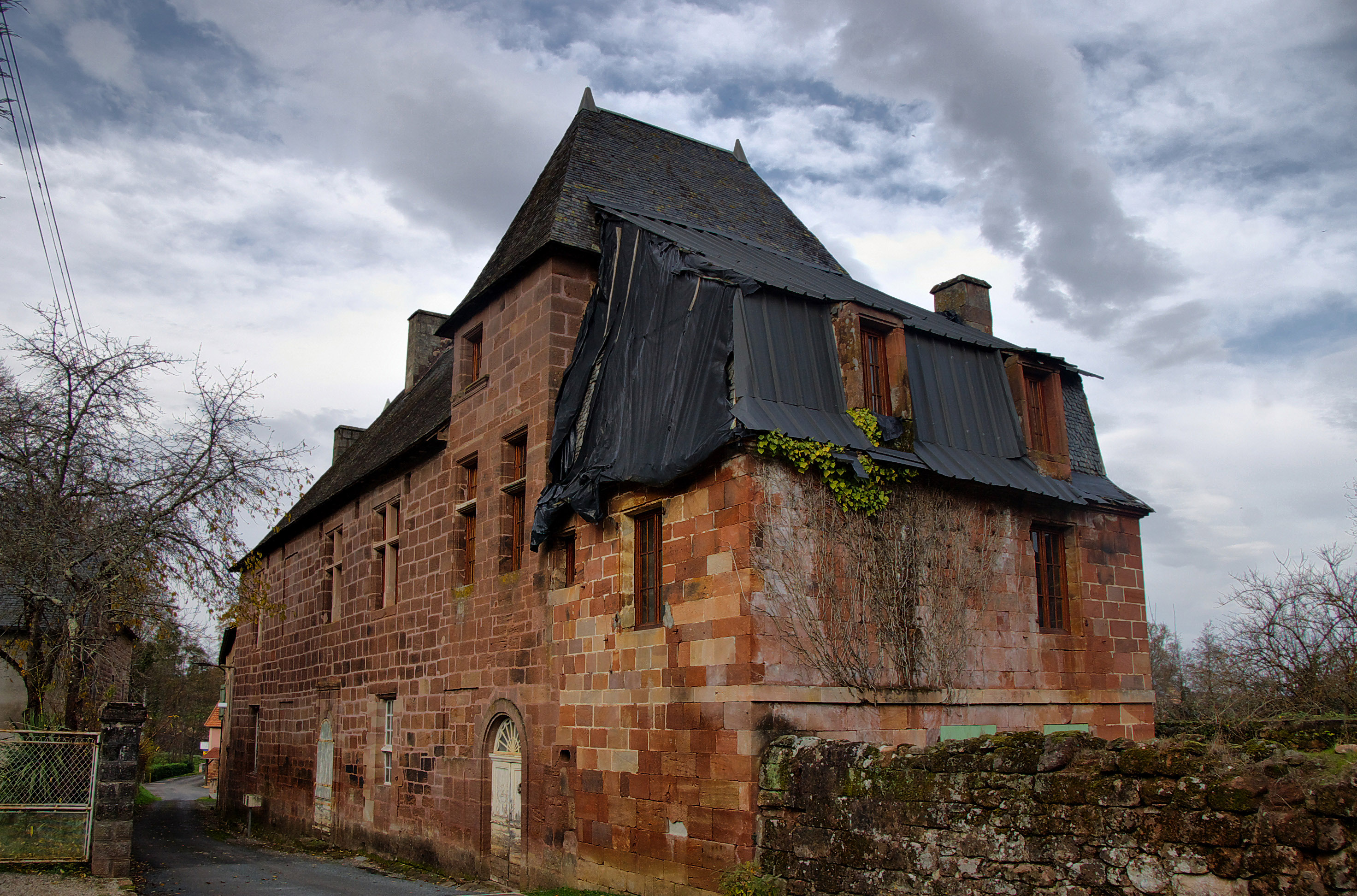
La maison Salviat.

### Personnalités liées à la commune
- Pierre Rebière (1909-1942), résistant, est né à Villac.

### Héraldique
| Blason de Villac | Blason  | De sinople à la cotice ondée abaissée d'argent combinée en chef à une demi-cotice ondée et abaissée en barre, accompagnées en chef d'une muraille isolée à deux tours d'argent, maçonnée, ouverte et ajourée de sable et en pointe à senestre d'un rencontre de mouflon d'or ; au franc-canton de gueules chargé d'une croix cléchée et pommetée de douze pièces d'or. |
| Blason de Villac | Détails | Les ondes symbolisent l'Elle et l'Encharel qui arrosent la commune, les tours représentent l'ancien château, la croix cléchée est pour l'Occitanie et enfin la tête de mouflon, qui est un animal emblématique de Villac. Le statut officiel du blason reste à déterminer.                                                                                             |

## Pour approfondir